# Juegos Panamericanos de 1999
Los XIII Juegos Panamericanos se realizaron en Winnipeg, Canadá entre el 23 de julio y el 8 de agosto de 1999. Winnipeg fue elegida por segunda vez después de la edición de 1967.

## Medallero
País organizador
| Núm. | País                        | Oro | Plata | Bronce | Total'' |
| ---- | --------------------------- | --- | ----- | ------ | ------- |
| 1    | Estados Unidos (USA)        | 106 | 110   | 79     | 295     |
| 2    | Cuba (CUB)                  | 69  | 40    | 47     | 156     |
| 3    | Canadá (CAN)                | 64  | 52    | 80     | 196     |
| 4    | Brasil (BRA)                | 25  | 32    | 44     | 101     |
| 5    | Argentina (ARG)             | 25  | 19    | 28     | 72      |
| 6    | México (MEX)                | 11  | 16    | 30     | 57      |
| 7    | Colombia (COL)              | 7   | 17    | 18     | 42      |
| 8    | Venezuela (VEN)             | 7   | 16    | 17     | 40      |
| 9    | Jamaica (JAM)               | 3   | 4     | 6      | 13      |
| 10   | Guatemala (GUA)             | 2   | 1     | 1      | 4       |
| 11   | Bahamas (BAH)               | 2   | 0     | 1      | 3       |
| 12   | Chile (CHI)                 | 1   | 4     | 7      | 12      |
| 13   | Puerto Rico (PUR)           | 1   | 3     | 8      | 12      |
| 14   | República Dominicana (DOM)  | 1   | 3     | 6      | 10      |
| 15   | Ecuador (ECU)               | 1   | 2     | 5      | 8       |
| 16   | Bermudas (BER)              | 1   | 2     | 0      | 3       |
| 17   | Surinam (SUR)               | 1   | 0     | 1      | 2       |
| 18   | Antillas Neerlandesas (AHO) | 1   | 0     | 0      | 1       |
| 19   | Perú (PER)                  | 0   | 2     | 6      | 8       |
| 20   | Uruguay (URU)               | 0   | 1     | 3      | 4       |
| 21   | Barbados (BAR)              | 0   | 1     | 1      | 2       |
| 22   | Panamá (PAN)                | 0   | 1     | 1      | 2       |
| 23   | Islas Caimán (CAY)          | 0   | 1     | 0      | 1       |
| 24   | Honduras (HON)              | 0   | 1     | 0      | 1       |
| 25   | Costa Rica (CRC)            | 0   | 0     | 1      | 1       |
| 26   | El Salvador (ESA)           | 0   | 0     | 1      | 1       |
| 27   | Trinidad y Tobago (TTO)     | 0   | 0     | 1      | 1       |